# Pete Sessions

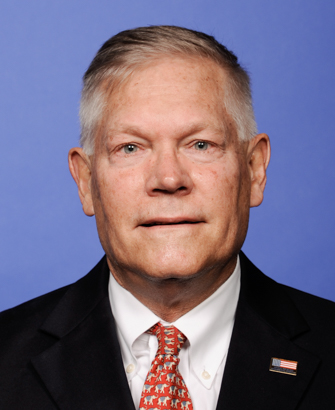
Pete Sessions (2020)

Peter „Pete“ Anderson Sessions (* 22. März 1955 in Waco, Texas) ist ein US-amerikanischer Politiker der Republikanischen Partei. Seit 2021 vertritt er erneut den Bundesstaat Texas im Repräsentantenhaus der Vereinigten Staaten. Zwischen 1997 und 2003 im fünften Distrikt, von 2003 bis 2019 im 32. Distrikt und seit 2021 im zentral gelegenen 17. Distrikt von Texas.

## Familie, Ausbildung und Beruf
Pete Sessions ist das zweitälteste von vier Kindern des ehemaligen FBI-Direktors William S. Sessions und dessen Ehefrau Alice Lewis.
Pete Sessions studierte an der Southwestern Texas State University und schloss 1978 das Studium in Georgetown mit dem Bachelorgrad in Politikwissenschaften ab. Anschließend arbeitete er sechzehn Jahre lang für die Telefongesellschaft Southwestern Bell, der heutigen AT&T, wo er bis zum Bezirksmanager im Marketing aufstieg. Von 1994 bis 1995 war Sessions für die konservative Denkfabrik National Center for Policy Analysis tätig.
Sessions heiratete 1984 Juanita Diaz, mit der er die Söhne Bill und Alex und drei Stiefkinder hat. Er engagiert sich für die Boy Scouts of America und ist Mitglied der United Methodist Church. 2011 trennte er sich nach 27 Ehejahren und heiratete kurz darauf die verwitwete Karen Diebel, deren politische Kampagne für den 26. Distrikt Floridas er mit Spenden unterstützt hatte.
Er lebt mit seiner zweiten Ehefrau in seiner Geburtsstadt Waco.

## Politische Laufbahn
Sessions kandidierte erstmals für ein politisches Mandat, als er sich bei der Spezialwahl 1991, um den zum Bürgermeister von Dallas gewählten Steve Bartlett zu ersetzen, in der Vorwahl der Republikaner für die Nominierung im 5. Kongresswahlbezirk von Texas für das US-Repräsentantenhaus bewarb. Damals wurde er sechster der Vorwahl und schied aus, sein Parteigenosse Sam Johnson konnte sich schließlich durchsetzen.
Bei der Wahl 1994 wurde er dort Kandidat der Republikaner, unterlag aber dem Demokraten John Wiley Bryant. Bei der anschließenden Wahl im November 1996 (zeitgleich mit der Präsidentschaftswahl 1996) trat Bryant nicht mehr an, weil er sich um einen Sitz im US-Senat bewarb. Sessions siegte mit 47 Prozent der Stimmen und wurde am 3. Januar 1997 Abgeordneter im Repräsentantenhaus. Er wurde bei allen Wahlen bis 2016 wiedergewählt und vertrat ab 2003 den 32. Kongresswahlbezirk von Texas, der geographisch weitgehend mit seinem bisherigen nördlich von Dallas übereinstimmte und der nach dem United States Census 2000 neu zugeschnitten worden war.
Bei der Wahl 2018, der Halbzeitwahl in Donald Trumps Präsidentschaft, bei der die Republikaner ihre Mehrheit im Repräsentantenhaus verloren, unterlag Sessions dem Demokraten Colin Allred. Sessions schied am 3. Januar 2019 aus dem Kongress aus.
Im Oktober 2019 gab Sessions bekannt, dass er sich bei der Wahl 2020 im 17. Kongresswahlbezirk von Texas bewerben wird, der einen Teil der Stadt Waco und zentrale ländliche Gebiete des Bundesstaats umfasst. Dieser Wahlkreis gilt als verlässlich republikanisch und wurde bisher von Bill Flores vertreten, der 2020 nicht wieder kandidierte. Er gewann die republikanische Primary, die die eigentliche Wahl in diesem sehr konservativen Distrikt ist, gegen zwölf andere Kandidaten und besiegte dann am 3. November 2021 den demokratischen Kandidaten Rick Kennedy. Die Primary (Vorwahl) seiner Partei für die Wahl zum Repräsentantenhaus der Vereinigten Staaten 2022 am 1. März konnte er gegen drei Mitbewerber mit rund 70 % der Stimmen klar gewinnen. Er trat dadurch am 8. November 2022 gegen Mary Jo Woods von der Demokratischen Partei an. Er konnte diese Wahl mit 67,1 % der Stimmen klar für sich entscheiden und war dadurch auch im Repräsentantenhaus des 118. Kongresses vertreten. Bei der Wahl 2024 wurde Sessions mit 66,3 % erneut in seinem Amt bestätigt. Seine aktuelle, insgesamt vierzehnte Legislaturperiode im Repräsentantenhaus des 119. Kongresses läuft bis zum 3. Januar 2027.

### Ausschüsse
Er ist aktuell Mitglied in folgenden Ausschüssen des Repräsentantenhauses:
- Committee on Financial Services
  - Capital Markets
  - National Security, Illicit Finance, and International Financial Institutions
- Committee on Oversight and Government Reform
  - Government Operations
  - Health Care and Financial Services

Sessions war Mitglied im United States House Committee on Rules (Geschäftsordnungsausschuss) und von 2013 bis 2019 dessen Vorsitzender und somit einer der einflussreichsten Abgeordneten. Zudem war er Mitglied im Republican Study Committee und von 2009 bis 2012 Vorsitzender des National Republican Campaign Committee. Außerdem gehörte er dem Tea Party Caucus an. Aktuell ist er noch in fünf Caucuses Mitglied.

### Kontroverse
Am 10. Oktober 2019 berichtete verschiedene Zeitungen, dass Sessions in einer Anklageschrift des U.S. Attorney’s Office for the Southern District of New York, in der Lev Parnas und Igor Fruman wegen illegaler Wahlkampfspenden angeklagt wurden, als „Congressman-1“ identifizierbar sei. Dabei ging es um die Absetzung der ehemaligen US-Botschafterin in der Ukraine Marie L. Yovanovitch. Fruman und Parnas waren zu diesem Zeitpunkt enge Mitarbeiter von Rudy Giuliani, dem damaligen Anwalt Trumps. Im Jahr 2018 verfasste Sessions, nach einem Treffen mit Parnas und Fruman, in seiner Eigenschaft als Vorsitzender des Committee on Rules einen Brief, in dem er die Entfernung von Yovanovitch forderte. Am 15. Oktober berichtete die Washington Post, dass die Grand Jury, die die Angelegenheit untersuchte, Sessions vorgeladen habe. Er bestritt, dass er infolge seiner Treffen mit Parnas und Fruman Maßnahmen ergriffen habe. Gegen Sessions wurde keine Anklage erhoben.